# X (chiffre romain)
Cette page contient des caractères spéciaux ou non latins. S’ils s’affichent mal (▯, ?, etc.), consultez la page d’aide Unicode.
X (bas-de-casse x) est le nombre 10 dans la numération romaine. Il est habituellement représenté par la lettre X.

## Représentations informatiques
Le chiffre romain X peut être représenté avec les caractères Unicode suivant :
- lettre latine X majuscule X : U+0058
- lettre latine X minuscule x : U+0078
- chiffre romain dix Ⅹ : U+2169
- chiffre romain minuscule dix ⅹ : U+2179

La lettre latine X (U+0058 et U+0078) est habituellement recommandée. Les chiffres romains dix (U+2169 et U+2179) ayant été codé dans Unicode pour compatibilité avec des codages est asiatiques, ils peuvent être utiles dans des textes verticaux conservant leur orientation ou lorsque leur largeur doit être uniforme.